# Tachrīdsch
Als Tachrīdsch (arabisch تخريج, DMG taḫrīǧ ‚Herausziehung, Herleitung, Ableitung‘) wird in der islamischen Hadith-Wissenschaft ein Verfahren bezeichnet, bei dem die Quellen und die Isnāde von Hadithen bestimmt werden, die ohne diese Angaben überliefert sind. Das Verfahren ist deshalb von großer Bedeutung, weil in vielen Büchern der islamischen Literatur Hadithe ohne solche Quellenangaben zitiert werden.
Ab dem 13. Jahrhundert verfassten verschiedene muslimische eigene Tachrīdsch-Werke, in denen sie die Zuverlässigkeit der in anderen Büchern zitierten Hadithe überprüften und nachwiesen, aus welchen Hadith-Sammlungen diese Hadithe übernommen waren. So schrieb zum Beispiel der hanafitische Gelehrte Dschamāl ad-Dīn az-Zailaʿī (gest. 1361) einen Tachrīdsch zu den Hadithen des bedeutenden hanafitischen Rechtshandbuchs al-Hidāya von al-Marghinānī (gest. 1196/7). Und Ibn Hadschar al-ʿAsqalānī (gest. 1449) widmete dem Kaššāf, dem bekannten Korankommentar von az-Zamachscharī einen Tachrīdsch, in dem er die darin zitierten Hadithe untersuchte. Schon zuvor hatte Ibn Hadschars Lehrer Zain ad-Dīn al-ʿIrāqī (gest. 1404) ein sehr kritisches Tachrīdsch-Werk zu den Hadithen erstellt, auf die al-Ghazālī (gest. 1111) in seinem mystischen Hauptwerk Iḥyāʾ ʿulūm ad-dīn zurückgreift. Später entstanden auch verschiedene Werke über die methodischen Grundlagen des Tachrīdsch-Verfahrens.